# Erebia latefasiata
Erebia latefasiata är en fjärilsart som beskrevs av Ludwig Osthelder 1925. Erebia latefasiata ingår i släktet Erebia och familjen praktfjärilar. Inga underarter finns listade i Catalogue of Life.